# Финансов ливъридж
Финансовият ливъридж (на английски: financial leverage) показва „степента на задлъжнялост“ на фирмата, т.е. каква част от бизнеса (активите, инвестициите) е финансиран със собствени средства (капитал) и каква част със заемни средства (заеми, кредити, облигации и т.н.).

## Измерители на финансовия ливъридж
За измерване на степента на задлъжнялост (финансовия ливъридж) на фирмата във финансовата теория най-често се използват три вида коефициенти:
Дълг/Собствен капитал = {\displaystyle {\frac {D}{E}}}
Дълг/Активи = {\displaystyle {\cfrac {D}{D+E}}={\frac {D}{A}}}
Оперативна печалба/Разходи за лихви = {\displaystyle {\frac {EBIT}{I}}},
където D = дългово финансиране, E = собствен капитал, A = активи, EBIT = оперативна печалба (преди данъци и лихви), I = разходи за лихви